# Gerry Niewood

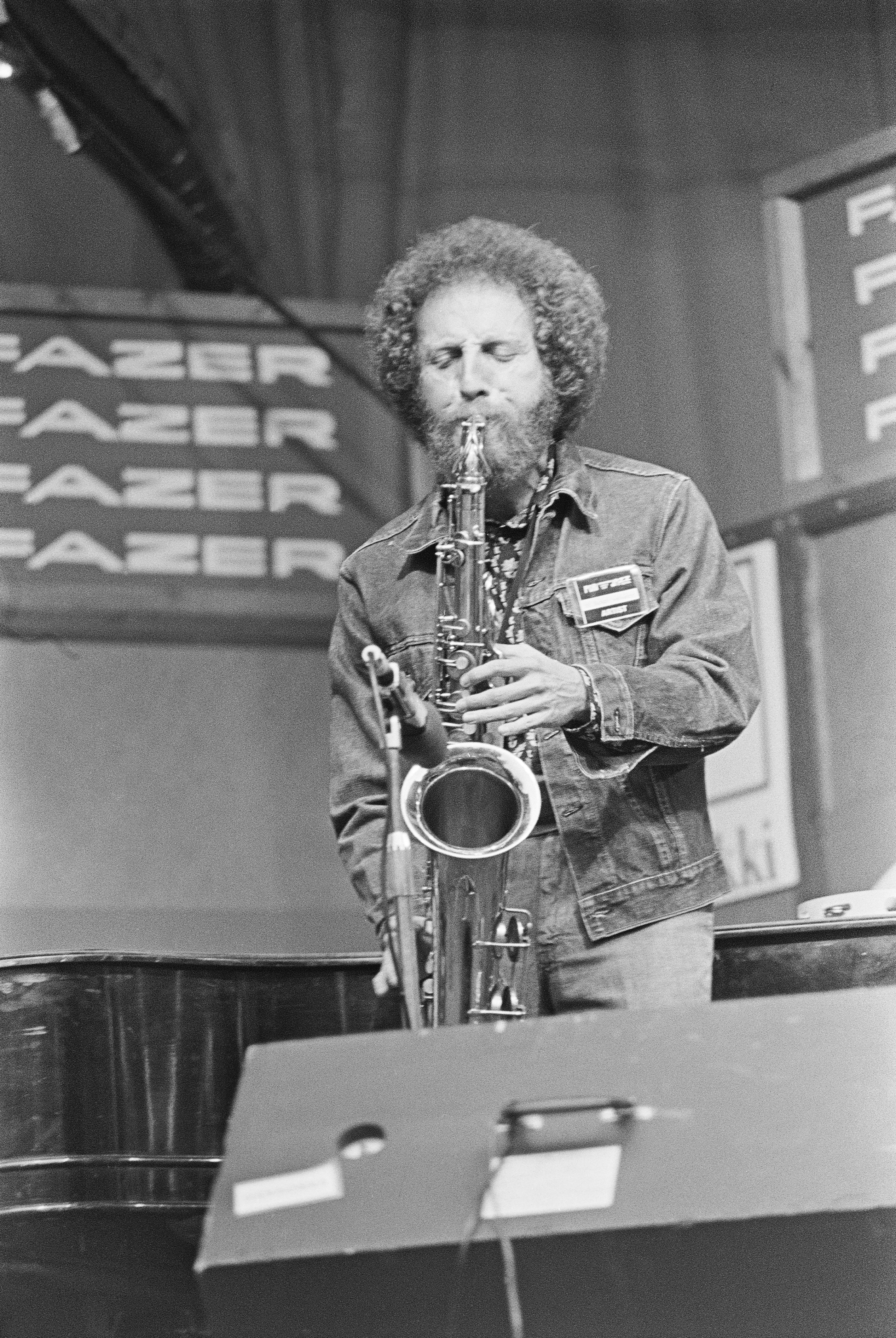
Gerry Niewood im Jahr 1974

Gerry Niewood (* 6. April 1943 als Gerard Joseph Nevidosky in Rochester (New York); † 12. Februar 2009 in Clarence Center (New York)) war ein Jazzmusiker (Altsaxophon, Tenorsaxophon, Flöte und Klarinette).

## Leben und Wirken
Niewood spielte zunächst bei Buddy Rich und Louie Bellson. Er wurde bekannt als langjähriges Mitglied der Band Chuck Mangiones, der er sich 1968 angeschlossen hatte. Zeitgleich führte er sein Studium an der Eastman School of Music fort, das er 1970 abschloss; zuvor hatte er bereits 1965 an der University at Buffalo einen Bachelor in Industriellen Beziehungen erlangt. Als Leader trat Niewood nur selten in Erscheinung, nach zwei Alben für A&M aus den Jahren 1975 und 1977 war er längere Zeit wieder für andere Künstler tätig, darunter auch für Simon & Garfunkel bei ihrem berühmten Konzert im Central Park von 1981 und für Gerry Mulligan sowie Gil Evans.
1985 veröffentlichte Niewood erneut ein Album, das stilistisch dem Fusion und Smooth Jazz zugehörig ist und bei dem audiophilen Label dmp erschien; unterstützt wurde er dabei von prominenten Musikern aus der Fusion-Szene wie Dave Weckl und Joe Beck. Als Leader nahm er später noch zwei weitere Alben auf; 2004 erschien sein letztes Album, auf dem auch sein Sohn Adam, ebenfalls ein Saxophonist, zu hören ist. Von den 1990er Jahren an spielte er wieder mit Mangione zusammen und arbeitete weiter als Gastmusiker u. a. für Sinéad O’Connor und Liza Minnelli. Auf einer Reihe von Filmsoundtracks (beispielsweise Harry und Sally und In den Straßen der Bronx) ist Niewood ebenfalls zu hören. Zudem war er Erster Saxophonist des Radio-City-Music-Hall-Orchesters.
Niewood kam am 12. Februar 2009 auf dem Weg zu einem Auftritt mit Mangione und dem Buffalo Philharmonic Orchestra bei einem Flugunfall (Continental-Airlines-Flug 3407) ums Leben. Er hinterließ neben seinem Sohn Adam (* 1977) auch eine Tochter (* 1985).

## Diskographie
- 1975: Slow Hot Wind (auch unter dem Titel The Gerry Niewood Album bei Sagoma Records veröffentlicht)
- 1977: Gerry Niewood and Timepiece (mit Dave Samuels, Michel Donato, Rick Laird und Ron Davis)
- 1985: Share My Dream
- 1988: Alone
- 2004: Facets

## Lexigraphische Einträge
- Leonard Feather, Ira Gitler: The Biographical Encyclopedia of Jazz. Oxford University Press, New York 1999, ISBN 0-19-532000-X.
- Martin Kunzler: Jazz-Lexikon. Band 2: M–Z (= rororo-Sachbuch. Bd. 16513). 2. Auflage. Rowohlt, Reinbek bei Hamburg 2004, ISBN 3-499-16513-9.

## Einzelnachweis
1. ↑  Nachruf in den Rochester City news

| Personendaten    | Personendaten                              |
| ---------------- | ------------------------------------------ |
| NAME             | Niewood, Gerry                             |
| ALTERNATIVNAMEN  | Nevidosky, Gerard Joseph (wirklicher Name) |
| KURZBESCHREIBUNG | amerikanischer Jazzmusiker                 |
| GEBURTSDATUM     | 6. April 1943                              |
| GEBURTSORT       | Rochester (New York)                       |
| STERBEDATUM      | 12. Februar 2009                           |
| STERBEORT        | Clarence Center (New York)                 |